# کرت و سیرنایکا (استان رومی)
کرت و سیرنایکا ( به لاتین: Creta et Cyrenaica، یونانی کوینه: Κρήτη καὶ Κυρηναϊκή، ت. «Krḗtē kaì Kyrēnaïkḗ») یک استان سناتوری جمهوری روم و بعداً امپراتوری روم بود که در سال ۶۷ قبل از میلاد تأسیس شد. این استان شامل جزیره کرت و منطقه سیرنایکا در لیبی امروزی می‌شد. این مناطق توسط استعمارگران یونانی از قرن هشتم تا ششم قبل از میلاد سکونت گزیدند. پس از مرگ اسکندر مقدونی، امپراتوری کوتاه مدت او در طول جنگ های دیادوچی بین ژنرال‌هایش تقسیم شد. Cyrenaica به جز کرت که مستقل باقی ماند، تحت حاکمیت مصر قرار گرفت.